# Joachim Ernst (Fußballspieler)
Joachim „Jochen“ Ernst (* 21. Dezember 1936; † 16. November 2013) war ein deutscher Fußballspieler.

## Sportliche Laufbahn
Über Traktor Mirow und die BSG Empor Neustrelitz gelangte der Offensivspieler Ernst zum DDR-Oberligisten SC Empor Rostock, für den er am sechsten Spieltag der Saison 1960 als halblinker Stürmer zu seinem Debüt in der höchsten Spielklasse der DDR kam. Mit drei Toren in insgesamt 19 Einsätzen während dieser Spielzeit gehörte Ernst daraufhin zu den Stammspielern der Rostocker, die am Saisonende den sechsten Platz der Abschlusstabelle belegten. Im FDGB-Pokal 1960 trug Ernst außerdem mit drei Einsätzen dazu bei, dass Rostock das Finale gegen den SC Motor Jena erreichte, in welchem er sodann seinen vierten Wettbewerbs-Einsatz bestritt, seine Mannschaft unterlag aber nach Verlängerung mit 3:2.
In der folgenden Oberligasaison 1961/62, die aufgrund einer Spielplan-Umstellung 39 Spiele in 18 Monaten umfasste, absolvierte Ernst weitere 14 Einsätze (zwei Tore) im Oberliga- und zwei weitere Einsätze im Pokalbetrieb für Rostock und zählte damit nur noch zu den Reservisten der Ostseestädter, die in dieser Spielzeit DDR-Vizemeister wurden. Im Mai 1961 bestritt Ernst ein Länderspiel mit der DDR-Nachwuchs-Nationalmannschaft. 1962/63 kam Ernst schließlich noch zu zwei torlosen Oberliga-Einsätzen für den erneuten Vizemeister aus Rostock, bevor er 1963 als 26-jähriger Spielertrainer zum Bezirksligisten Empor Neustrelitz zurückkehrte.
Mit Neustrelitz gelang Ernst in seiner ersten Spielzeit 1963/64 der Aufstieg aus der drittklassigen Bezirksliga Neubrandenburg in die zweitklassige DDR-Liga. Dort konnte sich Neustrelitz jedoch nicht halten und stieg nach der Saison 1964/65 als Tabellen-Vierzehnter wieder in die Bezirksliga ab, woraufhin Ernst zum DDR-Ligaclub TSC Berlin wechselte. Dessen Fußball-Sektion wurde noch im Januar 1966 als 1. FC Union Berlin eigenständig und erreichte zum Saisonende den Aufstieg in die Oberliga.
1966/67 wurde Ernst in 25 Oberligaspielen für Union eingesetzt, in denen ihm neun Tore gelangten, dazu kamen zwei torlose Einsätze im FDGB-Pokal. 1967/68 spielte er 20 mal in der Oberliga und einmal im FDGB-Pokal, ohne dabei weitere Tore zu erzielen. Ohne Ernsts Beteiligung gewann Union das Pokalfinale dieser Spielzeit gegen den FC Carl Zeiss Jena.
Zum Ende seiner Karriere schloss Ernst sich 1968 der BSG Post Neubrandenburg an, für die er in den folgenden drei Spielzeiten von 1968/69 bis 1970/71 in der zweitklassigen DDR-Liga auflief.

## Erfolge
- DDR-Oberliga: Vizemeister 1961/62, 1962/63
- FDGB-Pokal: Finalist 1960

## Privates
Jochen Ernsts Sohn Rainer Ernst wurde ebenfalls Fußballspieler und als solcher Torschützenkönig der DDR-Oberliga und Nationalspieler seines Landes.